# Monte Alegre de Minas (ort)
Monte Alegre de Minas är en ort i Brasilien.   Den ligger i kommunen Monte Alegre de Minas och delstaten Minas Gerais, i den sydöstra delen av landet, 400 km söder om huvudstaden Brasília. Monte Alegre de Minas ligger 733 meter över havet och antalet invånare är 12 451.
Terrängen runt Monte Alegre de Minas är platt. Runt Monte Alegre de Minas är det mycket glesbefolkat, med 6 invånare per kvadratkilometer.. 
Omgivningarna runt Monte Alegre de Minas är huvudsakligen savann.